# Rose Carday
Henriette Rose Marie Cadrouil (9 décembre 1894 à Tarbes et morte le 6 janvier 1995 à Lavaur) connue comme Rose Carday est une chanteuse d'opérette et actrice de cinéma française.

## Biographie
Après avoir obtenu au conservatoire de sa ville natale les premiers prix de chant et d'opéra-comique, elle entre comme élève  au Conservatoire national de musique et de déclamation à Paris, en octobre 1919 où elle obtient un accessit d'opéra-comique en juillet 1921 et un deuxième prix en 1922. Elle est engagée à la Gaîté-Lyrique en 1921.
Elle triomphe en 1931 dans La Vie parisienne à Mogador avec Max Dearly, Jane Marnac, Félix Oudart, Jeanne Saint-Bonnet et Henry-Laverne avec plus de 300 représentations, puis dans L'Auberge du Cheval-Blanc dans le rôle de Sylvabelle à partir du 1er octobre 1932 à Mogador avec Georges Milton, Fernand Charpin, André Goavec, Monette Dinay, Robert Allard, Hélène Regelly et Jean Paqui pour une première série de 700 représentations.
Pendant la Seconde Guerre mondiale, elle se produit à Paris, au music-hall de l'Étoile, 35 avenue de Wagram, et dans des cabarets, au Caprice Viennois, 59 rue Pigalle et au nouveau corsaire, 14 rue de Marignan, et tourne avec le théâtre aux armées.

## Opérettes et comédies musicales
- 1926 : Souris blonde, opérette en trois actes de Léon Xanrof et Albin Monjardin, musique de François de Breteuil, création aux Folies-Dramatiques[6]
- 1930 : No, No, Nanette adaptation française au théâtre Mogador[7]
- 1931 : La Vie parisienne, opéra bouffe en quatre actes d'Henri Meilhac et Ludovic Halévy, musique de Jacques Offenbach avec Max Dearly au théâtre Mogador[8].
- 1932 : Orphée aux Enfers, opéra bouffe en 3 actes d'Hector Crémieux et Ludovic Halévy, musique de Jacques Offenbach au théâtre Mogador[9].
- 1932 : Rose-Marie, opérette en 2 actes d'Otto Harbach et Oscar Hammerstein II, reprise au Théâtre Mogador[10].
- 1932 : L'Auberge du Cheval-Blanc, adaptation française au théâtre Mogador, le 1er octobre 1932, livret de Lucien Besnard, lyrics de René Dorin[11].
- 1934 : La Vie parisienne, reprise à Mogador.
- 1935 : La Créole, opérette en trois actes de Jacques Offenbach, adaptation française d'Albert Willemetz, reprise au Théâtre Marigny[12] avec Joséphine Baker dans le rôle-titre[13].
- 1935 : L'Auberge du Cheval-Blanc, reprise à Mogador.
- 1937 : Âneries 37, Revue de Géo Charley et Raymond Souplex au Théâtre des Deux Ânes[14].
- 1937 : Un de la Canebière de Vincent Scotto, reprise au théâtre des Variétés[15] dont la 500e[16].
- 1938 : Le roi des galejeurs de Vincent Scotto avec Henri Alibert, création au théâtre des Célestins, puis reprise au Théâtre des Variétés[17].

## Filmographie
- 1938 : La Vie des artistes

## Source
: document utilisé comme source pour la rédaction de cet article.
- Comoedia
- Le Ménestrel, Paris, 1833-1940 (lire en ligne), lire en ligne sur Gallica